# Schizopera pseudojugurtha
Schizopera pseudojugurtha är en kräftdjursart som beskrevs av Borutsky 1972. Schizopera pseudojugurtha ingår i släktet Schizopera och familjen Diosaccidae. Inga underarter finns listade i Catalogue of Life.